# シャルキーヤ県
シャルキーヤ県（シャルキーヤけん、アラビア語: محافظة الشرقية、英語: Sharqia Governorate）は、エジプトの県。エジプト北東部（下エジプト）、ナイル川デルタに位置する。県庁所在地はザガジグ。県名は「東部」の意味。

## 歴史
ナイル川デルタに位置するため、古代エジプト時代から繁栄した地域である。エジプト第22王朝、エジプト第23王朝の都となったブバスティスもシャルキーヤ県に属し、オソルコン2世やネクタネボ2世により建てられた神殿が県内に存在する。

## 隣接する県
- ポートサイド県
- イスマイリア県
- スエズ県
- カイロ県
- カリュービーヤ県
- ダカリーヤ県

## 主要な都市
人口10万人以上の都市
- ザガジグ - 最大都市、人口922,443人（2007年）
- ファコース - 人口600,340人（2010年）
- フセイン - 人口400,269人（2002年）
- ディアブネグム - 人口340,203人（2002年）
- アブー・ハンマード - 人口325,000人（2001年）
- ラマダーン10日市 - 人口250,000人
- ビルベース - 人口125,800人（2008年）

その他の都市
- カフル・サクル
- アブ・カビール
- ヘフヤー
- ミニヤー・アル＝カムフ

## 出身人物
- ムハンマド・ムルシー - エジプト大統領
- アブドゥル・ハリム・ハーフェズ - 歌手
- アフマド・スブヒー・マンスール（英語版、アラビア語版） - イスラム神学者
- タラアト・ハルブ - ミスル銀行創設者